# 尚·韋寇
尚·韋寇（法語：Jean Vercoutter，1911年1月20日—2000年7月16日）是一位法國埃及學家兼考古學家，是於1953年到蘇丹進行考古研究的先驅之一，並在1977至1981年間擔任法國駐開羅東方考古研究院院長。

## 生平
尚·韋寇出生於法國諾爾省的朗貝薩爾，早年在朱利安學院學習繪畫，但隨後轉投埃及學。1939年以一篇關於古埃及隨葬品的論文自巴黎高等研究應用學院畢業，隨即獲派常駐法國駐開羅東方考古研究院。他在駐開羅期間參與發掘卡奈克神廟並主持圖斐烏遺址的挖掘工作。
返回法國後，他加入法國國家科學研究中心成為研究員。從1949至1955年，他致力於研究古埃及人和愛琴文明時代的希臘人（即古希臘文明時期之前的時代）之間的關係，並在這兩大古老文明的關聯和歷史上得出確鑿結論。1960年，韋寇成為法國里爾大學教授，並擔任該校的「紙莎草紙文獻研究院」院長。1955年，埃及準備建造阿斯旺水坝時，參與搶救古代建築的工作。從1960至1964年，他全力研究位於蘇丹境內的兩處古埃及遺址——阿克沙和科爾（Kor），因為修建亞斯文水壩，使這兩處遺跡也受到威脅。他亦參加過搶救阿布辛貝神殿的建築工作。1976年任開羅大學教授，1984年當選法蘭西學術院的「法國碑文與純文學學院」院士。
此外，韋寇還曾參與發掘拉美西斯二世的神殿、位於美羅埃以及薩伊島的墓地等等。直到2000年去世前，他也沒有停止工作。他在諸多學術期刊上撰文，並出版多部著述。其出版於1986年的著作是圖鑑式百科全書文庫集「加利瑪發現文庫」的第1冊，曾是法國暢銷書之一，多次再版，並被翻譯成22種語言，包括中文。

## 部份著述
- [5]
  - 《古埃及探祕：尼羅河畔的金字塔世界》，「發現之旅」（#02），臺北：時報文化，1994
  - 《古埃及探秘：尼羅河畔的金字塔世界》，「發現之旅」（#02），上海：上海書店出版社，1998